# 維多利亞足球會
維多利亞足球會，亦稱為塞圖巴爾維多利亞，中文通稱為塞圖巴爾，是一間位於塞圖巴爾的葡萄牙足球俱乐部，於1910年11月20日成立。塞圖巴爾是由「維多利亞體育計劃」（Sport Victoria）中從一間小球會邦菲足球會（Bomfim Foot-Ball Club）演化而成，以維多利亞足球會之名成立，後來改成現在的名字。球會的口號是"" （勝利歸於我們）。

## 歷史

### 黃金時代
在1964年至1974年間是塞圖巴爾的黃金時代。在1964/65球季和1966/67球季，他們都贏得了葡萄牙杯，最近的一次則在2004/05球季。他們十次打入葡萄牙杯的決賽，是球會最大的成就。不過塞圖巴爾也在聯賽中，曾經有幾次排第三，還有在1972/73球季的第二名。而塞圖巴爾也曾經出產過幾位重要球員，包括雅辛托·若昂、若泽·奥古斯托·托雷斯和维托尔·巴普蒂斯塔。
但是，要數最值得回憶的球季是在1973/74球季，他們得到第三名，只比冠軍里斯本竞技少4分，當時士砵亭有全歐洲最多入球的射手埃克托尔·亚扎尔德；和2分落後本菲卡，當時賓菲加還擁有傳奇球員尤西比奧。不過，撇除這季不談，塞圖巴爾市的人還在爭論如果若泽·马里亚·佩德罗托（球會最成功的教練）沒有在季中離開球會，塞圖巴爾就可能有能力應付其他強隊，甚至有機會首次奪得聯賽冠軍。

### 歐洲足協杯狙擊者
雖然球會從未贏得歐洲足協杯冠軍，但塞圖巴爾都被視為危險的對手。塞圖巴爾曾經四次打入歐洲足協杯（包括前身國際城市博覽會盃，Inter-Cities Fairs Cup）半準決賽，曾經擊敗像利物浦、安德莱赫特、國際米蘭和列斯聯等強勁對手。
- 1968/69球季

|          |          | 總比數 |          | 首回合 | 次回合 |
| -------- | -------- | ------ | -------- | ------ | ------ |
| 三十二強 | 塞圖巴爾 | 6 - 1  |          | 3 - 0  | 3 - 1  |
| 十六強   | 塞圖巴爾 | 7 - 1  | 里昂     | 5 - 0  | 2 - 1  |
| 八強     | 塞圖巴爾 | 4 - 2  |          | 3 - 0  | 1 - 2  |
| 四強     |          | 6 - 4  | 塞圖巴爾 | 5 - 1  | 1 - 3  |

紐卡素最後贏得冠軍
- 1969/70球季

|          |          | 總比數 |                | 首回合 | 次回合 |
| -------- | -------- | ------ | -------------- | ------ | ------ |
| 三十二強 | 塞圖巴爾 | 7 - 2  | 布加勒斯特迅速 | 3 - 1  | 4 - 1  |
| 十六強   | 塞圖巴爾 | 3 - 3  | 利物浦         | 1 - 0  | 2 - 3  |
| 八強     | 塞圖巴爾 | 1 - 2  | 柏林赫塔       | 1 - 1  | 0 - 1  |

利物浦在1972/73球季和1975/76球季贏得這項賽事的冠軍
- 1970/71球季

|          |          | 總比數 |          | 首回合 | 次回合 |
| -------- | -------- | ------ | -------- | ------ | ------ |
| 三十二強 | 洛桑體育 | 1 - 4  | 塞圖巴爾 | 0 - 2  | 1 - 2  |
| 十六強   | 塞圖巴爾 | 3 - 2  | 夏積杜克 | 2 - 0  | 1 - 2  |
| 八強     | 安德烈治 | 3 - 4  | 塞圖巴爾 | 2 - 1  | 1 - 3  |
| 四強     | 利兹联   | 3 - 2  | 塞圖巴爾 | 2 - 1  | 1 - 1  |

列斯聯最後贏得冠軍
- 1971/72球季

|          |              | 總比數 |              | 首回合 | 次回合 |
| -------- | ------------ | ------ | ------------ | ------ | ------ |
| 三十二強 | 塞圖巴爾     | 2 - 2  | 尼姆奧林匹克 | 1 - 0  | 1 - 2  |
| 十六強   | 莫斯科斯巴達 | 0 - 4  | 塞圖巴爾     | 0 - 0  | 0 - 4  |
| 八強     | UT阿拉德     | 3 - 1  | 塞圖巴爾     | 3 - 0  | 0 - 1  |

- 1972/73球季

|          |              | 總比數 |                    | 首回合 | 次回合 |
| -------- | ------------ | ------ | ------------------ | ------ | ------ |
| 三十二強 | 塞圖巴爾     | 6 - 2  | Zagłębie Sosnowiec | 6 - 1  | 0 - 1  |
| 十六強   | 塞圖巴爾     | 2 - 2  |                    | 1 - 0  | 1 - 2  |
| 八強     | 塞圖巴爾     | 2 - 1  | 國際米蘭           | 2 - 0  | 0 - 1  |
| 四強     | 托特纳姆热刺 | 2 - 2  | 塞圖巴爾           | 1 - 0  | 1 - 2  |

托定咸熱刺最後成為冠軍，而國際米蘭則是上季的亞軍
- 1973/74球季

|          |          | 總比數 |          | 首回合 | 次回合 |
| -------- | -------- | ------ | -------- | ------ | ------ |
| 三十二強 | 塞圖巴爾 | 4 - 0  | 比斯查   | 2 - 0  | 2 - 0  |
| 十六強   | 塞圖巴爾 | 2 - 2  | 摩倫貝克 | 1 - 0  | 1 - 2  |
| 八強     | 列斯聯   | 2 - 3  | 塞圖巴爾 | 1 - 0  | 1 - 3  |
| 四強     | 史特加   | 3 - 2  | 塞圖巴爾 | 1 - 0  | 2 - 2  |

列斯聯三年前是冠軍

### 第八路軍
塞圖巴爾的支持者稱為Vitorianos或Sadinos。在1943年，在第一場葡萄牙杯決賽對本菲卡的賽事，數以千計的塞圖巴爾人攻陷里斯本，不過最後塞圖巴爾還是以1-5輸了。雖然輸了，但球迷依然慶祝塞圖巴爾示範了公平競技。在第二天的媒體報導中，塞圖巴爾人被稱為8ºExército (第八路軍)，因為他們一直緊隨球會，在里斯本結束行程。就像第二次世界大戰中，英軍第八路軍在非洲的戰役。所以在1990年代後期成立的官方球迷會，就以VIII Exército來命名，而其他球迷組織則稱為Furacões Sadinos。這兩個組織同時和平地運作，成為葡萄牙兩個最有組織的球迷會，和球會的意思。

### 
塞圖巴爾和基馬拉斯是傳統的競爭對手，兩隊都認為自己才是唯一真正的“维多利亚”，而另一隊則應該叫“甘馬雷斯”或“塞圖巴爾”。雙方的對戰都十分緊張，大家都在爭逐誰有更多的球迷，而當中在甘馬雷斯主場的爭奪尤其激烈，因為甘馬雷斯成立比塞圖巴爾遲12年，而且據他們的說法，甘馬雷斯的人民表示“维多利亚”是用來表揚塞圖巴爾的稱呼。當時塞圖巴爾的人認為自己具質素的球賽，令國家把注意力都集中在塞圖巴爾。所以他們改名成维多利亚体育俱乐部（Vitória Sport Clube），因為“维多利亚足球俱乐部”（Vitória Futebol Clube）已經被塞圖巴爾選用。

## 現在和未來

### 新球場
邦菲球場是在1962年9月16日塞圖巴爾慶祝創會50週年時落成啟用，當時能容納35,000人，後來轉成全座位後減至21,530人。他們的財政不穩固，單是在2005/06球季的上半季，就延遲發放了薪金幾個月，這種情況令球會經理Luis Norton de Matos辭職。自從康乃馨革命以來，塞圖巴爾的財政一直都不太穩定，因為塞圖巴爾區的經濟陷入困境，有很多工業倒閉，和大型裁員行動，所以球場的大型維修因為一直都缺乏資金而從沒有進行。現在球會計劃興建新球場，預計在2010年11月15日球會創會100年時啟用。
無論如何，球迷的怒氣正在上升，因為他們經歷到在葡萄牙選擇因應2004年歐洲國家杯而興建新球場的城市的過程中被拒諸門外，當局都選擇了比較富有遊客區和較有政治影響力的地區，即使那裡的球會規模不大。例如柏素亞博士球場(利亞拿主場)、阿韋羅市政球場(比拉馬主場)和阿爾加維球場(位於法魯洛萊)。諷刺的是，這三個球場的入場人數總和比邦菲球場還要少，現在這三個球場在國內被稱為「大白象」。而且，從來沒有葡超聯球會以阿爾加維球場作為主場。

## 成就

### 2004-05球季
- 葡萄牙杯

|  | 決賽          |        |             |          |       |            |
|  | 2005年5月25日 | 本菲卡 | 1 – 2 (1-0) | 塞圖巴爾 | 17:00 | 國家體育場 |

### 2005-06球季
- 伊比利亞杯

|  | 2005年7月28日 | 皇家貝迪斯 | 1 – 2 (0-2) | 塞圖巴爾 | 22:15 CET | Estádio Blás Infante |

- 葡萄牙超級杯

|  | 2005年8月13日 | 本菲卡 | 1 – 0 (0-0) | 塞圖巴爾 | 21:00 | 阿爾加維球場 |

- 歐洲足協杯

|  | 首回合        |          |             |          |           |              |
|  | 2005年9月15日 | 塞圖巴爾 | 1 – 1 (0-1) | 森多利亞 | 17:00     | 邦菲球場     |
|  | 2005年9月29日 | 森多利亞 | 1 – 0 (0-0) | 塞圖巴爾 | 20:45 CET | 費拉利斯球場 |

- 葡萄牙杯

|  | 決賽          |        |             |          |       |            |
|  | 2006年5月14日 | 波尔图 | 1 – 0 (1-0) | 塞圖巴爾 | 17:00 | 國家體育場 |

### 2006-07球季
- 葡萄牙超級杯

|  | 2006年8月19日 | 波尔图 | 3 – 0 (0-0) | 塞圖巴爾 | 21:00 | 柏素亞博士球場 |

由於波圖奪得了聯賽冠軍，也已獲得歐洲聯賽冠軍杯分組賽資格，所以塞圖巴爾獲得葡萄牙超級杯和歐洲足協杯的參賽資格。

## 外部連結
- 官方网站 （葡萄牙文）
- Vitória Setúbal results and fixtures at FIFA （页面存档备份，存于）
- Vitoria Setubal results and fixtures at Soccerbase （页面存档备份，存于）